# Ficha técnica (beisebol)
No beisebol, o sumário estatístico de um jogo é reportado na ficha técnica (box score). Uma versão abreviada da ficha técnica, duplicada do placar do campo, é o placar de linha (line score). A invenção da ficha técnica é creditada a Henry Chadwick pelo Salão da Fama do Beisebol.

## Placar de linha
O placar de linha é uma tabela de duas linhas que informa, de cada time: as corridas por entrada, corridas no total, total de rebatidas e total de erros numa linha. O time visitante está na linha de cima e o time da casa está na linha de baixo. Os termos "alta da entrada" e "baixa da entrada" são derivados das duas posições no placar de linha. Às vezes, a equipe vencedora é posta em negrito. Se o time da casa já estiver liderando e não precisar mais rebater na baixa da 9ª entrada, aquela posição no placar de linha terá um "X".
Placar de linha do jogo de conquista da flâmula entre Brooklyn Dodgers e New York Giants em 3 de outubro de 1951:
| Equipe   | 1 | 2 | 3 | 4 | 5 | 6 | 7 | 8 | 9 | R | H | E |
| -------- | - | - | - | - | - | - | - | - | - | - | - | - |
| Brooklyn | 1 | 0 | 0 | 0 | 0 | 0 | 0 | 3 | 0 | 4 | 8 | 0 |
| New York | 0 | 0 | 0 | 0 | 1 | 0 | 0 | 0 | 4 | 5 | 8 | 0 |

V: Larry Jansen  D: Ralph Branca  

## Ficha técnica
A ficha técnica registra o placar de linha bem como as performances individuais e coletivas no jogo. As estatísticas usadas são àquelas documentadas pelo anotador oficial de cada jogo.
A ficha técnica a seguir é de uma partida notável na história do beisebol, Jogo 6 da Série Mundial de 1991.
| Saturday, October 26, 1991 Hubert H. Humphrey Metrodome, Minneapolis, Minnesota Atlanta 0 0 0 0 2 0 1 0 0 0 0 – 3 9 1 Minnesota 2 0 0 0 1 0 0 0 0 0 1 - 4 9 0 Atlanta Braves ab r h rbi Smith dh 3 1 0 0 Pendleton 3b 5 1 4 1 Gant cf 5 0 0 1 Justice rf 4 0 0 0 Bream 1b 4 0 1 0 Mitchell pr,lf 0 0 0 0 Hunter lf,1b 5 0 0 0 Olson c 5 0 0 0 Lemke 2b 4 1 2 0 Belliard ss 2 0 1 0 Gregg ph 0 0 0 0 Blauser ph,ss 2 0 1 0 Totals 39 3 9 3 Minnesota Twins ab r h rbi Gladden lf 4 1 0 0 Knoblauch 2b 5 1 1 0 Puckett cf 4 2 3 3 Davis dh 4 0 0 0 Mack rf 4 0 2 1 Leius 3b 3 0 2 0 Pagliarulo ph,3b 1 0 0 0 Hrbek 1b 4 0 0 0 Ortiz c 2 0 0 0 Harper ph,c 2 0 0 0 Gagne ss 4 0 1 0 Totals 37 4 9 4 E–Hunter (1). DP–Atlanta 2, Minnesota 2. 2B–Minnesota Mack (1,off Avery). 3B–Minnesota Puckett (1,off Avery). HR–Atlanta Pendleton (2,5th inning off Erickson, 1 on, 1 out); Minnesota Puckett (2,11th inning off Leibrandt 0 on, 0 out). HBP–Smith (1,by Erickson). SF–Puckett (1,off Avery). CS–Mitchell (1,2nd base by Aguilera/Harper). SB–Gladden (2,2nd base off Avery/Olson); Puckett (1,2nd base off Stanton/Olson). Pitchers Atlanta Braves IP H R ER BB SO Avery 6.0 6 3 3 1 3 Stanton 2.0 2 0 0 0 1 Pena 2.0 0 0 0 0 2 Leibrandt (L, 0-2) 0.0 1 1 1 0 0 Minnesota Twins IP H R ER BB SO Erickson 6.0 5 3 3 2 2 Guthrie 0.1 1 0 0 1 1 Willis 2.2 1 0 0 0 1 Aguilera (W, 1-1) 2.0 2 0 0 0 0 WP–Guthrie (1). HBP–Erickson (1,Smith). U–Ed Montague (NL), Don Denkinger (AL), Harry Wendelstedt (NL), Drew Coble (AL), Rick Reed (AL), Terry Tata (NL). T–3:46. A–55,155. |

(Todas as menções abaixo referem-se à ficha técnica acima.)
No topo da ficha técnica, o editor da publicação pode listar horário, data e local do jogo.
O placar de linha sempre é relacionado como parte da ficha técnica, habitualmente perto do topo. Ela enumera as corridas marcadas em cada entrada. (O Atlanta Braves anotou duas corridas na quinta entrada e uma na sétima. O Minnesota Twins anotou duas corridas na primeira entrada, uma na quinta e uma na décima primeira.) As entradas são normalmente divididas em grupos de três para facilitar a leitura. O total de corridas, rebatidas e erros da equipe são enumerados por último, após um caractere separador, como um traço. O placar efetivo do jogo é representado pela primeira coluna após o traço. (O Twins venceu este jogo, quatro corridas a três.)
Os desempenhos no bastão de cada jogador na partida são dispostas por equipe, com o time visitante sendo listado primeiro. Os jogadores são relacionados pelo sobrenome na ordem que foram relacionados na súmula do jogo, mostrando todos os jogadores que entraram no jogo a qualquer momento, tendo eles feito uma aparição na plate ou não. Suas posições de defesa são normalmente listadas depois de seus sobrenomes. Tipicamente, só sobrenomes são usados, a não ser que dois jogadores com o mesmo sobrenome apareção no jogo; neste caso, uma primeira inicial distinta é usada. Quando um jogador muda de posição na defesa, ambas as posições são listadas. (Brian Hunter, na sexta posição da ordem de rebatedores do Braves, começou no campo esquerdo mas também serviu como primeira-base.) Jogadores substitutos são listados onde foram colocados na ordem de rebatedores (em casos como de uma troca dupla, não necessariamente na posição do jogador substituido). Os jogadores que tiveram somente um papel ofensivo são listados por aquele papel: "ph" se eles entraram como rebatedor substituto ou "pr" se como corredor substituto. Substitutos que entrem para propósitos defensivos e não fazem uma aparição na plate têm sua posição de defesa mostrada e sua linha de batimento mostrada como zeros. Quando um rebatedor ou corredor substitutos permanecem no jogo, sua posição de defesa também é listada. Algumas fichas técnicas alinharão à esquerda os nomes dos substitutos para indicar que seu lugar na ordem foi o mesmo do titular não-alinhado acima; outras deixarão todos os nomes justificados à esquerda. (Brian Harper, do Twins, rebateu como substituto por Junior Ortiz e depois permaneceu no jogo como receptor.)
Estatísticas de ataque são expostas à direita dos nomes na escalação. No mínimo, são mostradas as vezes ao bastão, corridas, rebatidas e corridas impulsionadas de cada batedor. Algumas fichas técnicas mostram outras estatísticas do jogador, como home runs, bases roubadas, bases por bolas, strikeouts, erros defensivos, deixados em base ou média de rebatidas da temporada. No rodapé da escalação estão os totais da equipe em cada categoria.
Estatísticas adicionais de ataque, defesa e corrimento são listadas de forma não-tabular normalmente abaixo dos sumários das ordens de rebatedores:
- E – erros (Brian Hunter cometeu um erro, seu primeiro na série.)
- DP – queimadas duplas (Cada time virou duas queimadas duplas.) Algumas fichas técnicas listam os defensores envolvidos.
- 2B – duplas (Shane Mack rebateu uma dupla, num arremesso de Steve Avery, sua primeira na pós-temporada.)
- 3B – triplas (Kirby Puckett rebateu uma tripla, num arremesso de Avery, sua primeira.)
- HR – home runs (Houve dois home runs no jogo. Com um eliminado, Terry Pendleton acertou seu segundo home run da série, com um homem em base num arremesso de Scott Erickson na quinta entrada; com nenhum eliminado, Puckett acertou um home run com ninguém em base na décima primeira entrada, seu segundo na série, que ganhou o jogo para Minnesota.)
- HBP – batedores atingidos por arremesso (Lonnie Smith foi atingido por um arremesso de Erickson. Foi sua primeira sendo atingido nessa série.)
- SF – flies de sacrifício (Puckett foi creditado com um fly de sacrifício, rebatido contra Avery.)
- CS – roubos capturados (Keith Mitchell foi eliminado no lançamento por Brian Harper quando tentou roubar a segunda base num arremesso de Rick Aguilera.)
- SB – bases roubadas (Dan Gladden roubou sua segunda base na série num arremesso de Avery para Greg Olson; Puckett também roubou a segunda num arremesso de Mike Stanton — sua primeira base roubada na série.)

Abaixo do placar de linha e das ordens de batimento, o sumário dos arremessadores é listado. Cada arremessador usado no jogo é listado, junto com qualquer decisão dada a ele. Um arremessador pode ser creditado com uma vitória, uma derrota, um salvamento ou uma hold. Os totais cumulativos para decisões de arremessamento também são mostrados, para cada jogo de temporada regular ou pós-temporada. À direita do nome de cada arremessador, são registrados o total de entradas arremessadas, rebatidas cedidas, corridas cedidas, corridas limpas cedidas, base por bolas emitidas e strikeouts feitos. Estatísticas mais elaboradas também podem ser expostas, como home runs sofridos, contagem de arremessos ou a média de corridas limpas cumulativa do arremessador.
Outros eventos dos arremessadores são mostrados abaixo do sumário:
- WP – wild pitch lançado (Mark Guthrie lançou um wild pitch, seu primeiro na série.)
- HBP – hit by pitch, o inverso do listado no sumário dos batedores (Erickson atingiu Lonnie Smith com um arremesso, seu primeiro homem atingido na série.)

Outras informações gerais sobre o jogo são mostradas no rodapé da ficha técnica:
- U – grupo de árbitros (Seis árbitros trabalharam nesse jogo, listados pelas posições de arbitragem. O árbitro da home plate é listado primeiro, depois os árbitros de cada na base na ordem, depois os árbitros do campo esquerdo e direito, se houver.
- T – tempo de jogo, não contando atrasos devido à chuva ou queda de energia. (A partida foi disputada em três horas e quarenta e seis minutos.)
- A – público pagante (55.155 ingressos foram vendidos para esse jogo.)

Muitas fichas técnicas também dão temperatura, clima e velocidade/direção do vento.
Outros eventos não mostrados no exemplo mas registrados na maioria das fichas técnicas incluem bunts de sacrifício (S), queimadas triplas (TP), balks (BK) e bolas passadas (PB). Muitas fichas técnicas, para economizar espaço, não listam nenhuma categoria que não ocorreu no jogo. Outras listaram a categoria seguida por: "- Nenhum(a)".
Em um jogo de beisebol, o número de aparições na plate de cada equipe deve ser igual ao número de batedores eliminados, que anotaram ou foram deixados em base. Uma ficha técnica está balanceada (ou comprovada) quando o total de cada time de vezes ao bastão, bases por bolas recebidas, batedores atingidos, bunts de sacrifício, flies de sacrifício, e batedores premiados com a primeira base por causa de interferência ou obstrução iguala o total de cada time de corridas, jogadores deixados em base e as eliminações da equipe oponente. Em outras palavras, a ficha técnica está contabilizando o número de batedores e o que aconteceu a eles (anotaram, foram deixados em base ou foram eliminados). Se uma ficha técnica está desbalanceada, então há uma contradição lógica e, assim, um erro em algum lugar dela.